# Lasiopezus marmoratus
Lasiopezus marmoratus är en skalbaggsart som först beskrevs av Olivier 1795.  Lasiopezus marmoratus ingår i släktet Lasiopezus och familjen långhorningar.
Artens utbredningsområde är:
- Angola.
- Botswana.
- Ghana.
- Kenya.
- Senegal.
- Zimbabwe.

Inga underarter finns listade i Catalogue of Life.